# Голямо сръбско преселение
Голямото сръбско преселение (на сръбски: Велике сеобе Срба) е общо наименование на две преселнически вълни на сърби от Османската империя в Хабсбургската монархия. Те протичат около 1690 и 1739 година във връзка с Австро-турските войни.
Голямото преселение е част от продължителен процес на сръбска миграция към хабсбургската територия, започнал със завладяването на Сръбското деспотство в средата на XV век и усилил се след 1630 година, когато Хабсбургите започват активно да насърчават заселването по Военната граница.

## Първа вълна (1689-1692)
Успешното хабсбургско настъпление на Балканите през 1688-1689 година, по време на Австро-турската война от 1683-1689 година, предизвиква бунтове сред местните християни — сърби, албанци и българи (вижте Чипровско въстание и въстание на Карпош), които подпомагат или се присъединяват към хабсбургските войски. След поражението при Качаник хабсбургските войски се изтеглят на север и в Белград се струпват голям брой християнски бежанци.
Император Леополд I разрешава на бежанците да пресекат границата и да се заселят на хабсбургска територия, а печкият патриарх Арсений III е признат за техен водач и получава титлата помощник-войвода (оттам идва и наименованието на областта Войводина). Бежанците от тази вълна се установяват не във Войводина, голяма част от която остава под османска власт и вече има значително сръбско население, а главно в западната част на Унгария, на север до Комарно и Сентендре, който дълго след това е със сръбско мнозинство от населението.

## Втора вълна (1737-1739)
Друго по-малко преселение на сърби от Хабсбургската монархия става през 1739 година, когато Хабсбургска Сърбия е отново завладяна от османците след двадесетгодишно хабсбургско управление. Повечето бежанци от тази вълна се установяват в областта Срем.

## Численост на преселниците
Въпросът за числеността на преселниците е спорен, поради ограничените първични източници и политическите спекулации с него. В сръбската историография е наложено числото 37 хиляди семейства — то се основава на манастирска хроника от Шишатовацкия манастир, писана около 1718 година. Изхождайки от този брой на семействата различни автори оценяват броя на преселниците между 60 хиляди и 400-500 хиляди (разглеждайки семействата като цели задруги).
В същото време самият патриарх Арсений III говори за „над 30 хиляди души“ през 1690 година и за „над 40 хиляди души“ през 1696 година. През 1703 година кардинал Леополд фон Колонич, който е склонен да преувеличава размера на преселението, говори за над 60 хиляди души.
В края на XIX век сръбската историография придава политически характер на въпроса за Голямото преселение. Според Йован Цвиич и неговите последователи, Преселението довежда до обезлюдяването на Косово и неговата колонизация от албанците, като тази теза става основа на сръбските териториални претенции към областта. Тя противоречи на многобройни първични източници, според които още в края на XVI век населението на Косово е предимно мюсюлманско, а и много от местните християни — католици и православни — са албанци.
Според някои български автори, масовото изселване на сърбите в края на XVII век поставя началото на заселване на българи в Поморавието.